# Iszu-il
Iszu-il, Ilszu-il – według Sumeryjskiej listy królów piąty władca należący do dynastii z Akszak. Dotyczący go fragment brzmi następująco:
„Iszu-il (z Akszak) panował przez 24 lata”.